# مسجد امام صادق
مسجد امام صادق مربوط به دوره قاجار است و در شهرستان نجف‌آباد، بخش مرکزی، شهر قلعه سفید، خیابان ولی عصر واقع شده و این اثر در تاریخ ۲۶ اسفند ۱۳۸۷ با شمارهٔ ثبت ۲۶۱۷۹ به‌عنوان یکی از آثار ملی ایران به ثبت رسیده است.